# Исследование RECOVERY
Исследование RECOVERY (англ. Randomised Evaluation of Covid-19 Therapy) — широкомасштабное британское национальное клиническое испытание потенциальных методов лечения пациентов, госпитализированных с тяжёлой формой COVID-19. По состоянию на 17 июня 2020 года исследование включало испытание пяти перепрофилированных препаратов и плазмы выздоровевших.
16 июня благодаря исследованию стало известно о первом эффективном способе лечения COVID-19 — дексаметазоном — который может спасти множество жизней. Флагманское исследование Великобритании получило одобрение во всём мире. Тем не менее, была и критика научного сообщества, которая касалась прозрачности исследования и анонсирования результатов через пресс-релиз вместо научной публикации.

## Варианты лечения
Госпитализированным пациентам с тяжелой формой COVID-19 назначались следующие виды лечения:
- стандартный уход без дополнительных терапий (например, стандартное стационарное лечение);
- комбинация лопинавира и ритонавира (лекарство от ВИЧ);
- дексаметазона в низких дозировках (стероид, который уменьшает воспаление);
- гидроксихлорохин (используется для лечения малярии и ревматизма);
- азитромицин (антибиотик);
- тоцилизумаб (противовоспалительное);
- плазма выздоровевших (плазма крови людей, вылечившихся от COVID-19, которая может содержать антитела против вируса SARS-CoV-2)
- внутривенный иммуноглобулин (только для детей).

Набор новых участников в группы лопинавира-ритонавира и гидроксихлорохина был закрыт после того, как была доказана неэффективность данных препаратов. Набор взрослых для исследования дексаметазона также был закрыт после обнаружения положительных результатов.
14 сентября стало известно, что в рамках исследования также будет оценена эффективность и безопасность препарата REGN-COV2 на основании двух моноклональных антител.

## Построение исследования
RECOVERY — крупномасштабное рандомизированное контролируемое исследование. Когда люди, которые были госпитализированы с COVID-19, включались в исследование, они автоматически рандомизировались для получения одного из исследуемых препаратов, либо не получали ни одного. Основная цель исследования — «предоставить надежные оценки влияния исследуемых препаратов на смертность от всех причин через 28 дней после первой рандомизации». Это открытое исследование — люди, получающие лечение, и лечащие врачи знают, какое лечение проводится. 
Это адаптивное клиническое испытание с несколькими группами. Новые методы лечения могут быть добавлены в исследование по мере его продвижения, при этом лечебные группы закрываются для новых участников после получения результатов исследования. 
Протокол испытания был разработан, чтобы минимизировать административную нагрузку на персонал больницы, который в то время (март 2020) столкнулся с перспективой чрезмерного количества госпитализаций COVID-19. 

## Общие сведения
Испытание проводится департаментами здравоохранения и медицины Наффилда в Оксфордском университете под руководством профессора Питера Хорби. В нём участвуют многие тысячи специалистов здравоохранения из 175 больниц Национальной службы здравоохранения Великобритании. 
Исследование началось в марте 2020 года, а по оценке длительности оно должно было захватить июнь 2021 года. По состоянию на июнь 2020 года в испытание было включено более 11800 испытуемых, больных COVID-19, которые были госпитализированы в больницах Великобритании.

## Полученные результаты

### Дексаметазон
Дексаметазон снижал смертность на 28 день среди госпитализированных больных, находившихся на механической вентиляции лёгких или получавших кислородную поддержку. При отсутствии респираторной поддержки эффекта не наблюдалось. Системные кортикостероиды теперь обычно являются частью стандартного ухода за больными.  

#### Влияние результатов на мировое сообщество
За шесть дней до препринта результаты были объявлены в пресс-релизе. В тот же день было выпущено британское терапевтическое предупреждение, а все главные медицинские работники Великобритании в исключительных случаях рекомендовали немедленно изменить клиническую практику в Великобритании до публикации любого заключительного документа. 
Спрос на дексаметазон резко вырос после публикации препринта. 
Основываясь на предварительных, неопубликованных результатах исследования RECOVERY, клинические рекомендации по лечению COVID-19 Национальных институтов здравоохранения США рекомендовали дексаметазон пациентам с COVID-19, находящихся на искусственной вентиляции легких, а также тем, кто нуждается в дополнительном кислороде, и не рекомендовала дексаметазон тем, кому дополнительный кислород не требуется. 
В других странах данный препарат был одобрен как часть стандартной медицинской помощи, включая Японию, Тайвань и Южную Африку. 
Препринт, получивший награду HDR UK Open Access Publication of the Month за август 2020 года, показал, что это открытие спасет около 650 000 жизней во всем мире в течение 6 месяцев. 

#### Ограничения результатов по дексаметазону
- Джон Флетчер, редактор по части исследований BMJ, отмечает, что есть «ограничения и причины для беспокойства» в результатах исследования дексаметазона[15].
- Около трети пациентов в испытании все еще находились в больнице в конце 28-дневного периода, поэтому их окончательные результаты неизвестны.
- Есть опасения, что дексаметазон, как иммунодепрессивный препарат, может усугубить болезнь и продлить инфекцию у пациентов, у которых иммунная система еще не отреагировала слишком остро и не вызвала воспаление[9][22].
- Сами авторы препринта предупреждают, что «результаты согласуются с возможным вредом» у пациентов, которым не потребовался дополнительный кислород на момент включения в исследование[23]. В ходе исследования было отмечено увеличение смертности у этих пациентов на 22%, хотя это наблюдение все же может быть случайным.
- В ответ на публикацию ВОЗ подчеркнула, что дексаметазон следует использовать только пациентам с тяжелым или критическим заболеванием под тщательным клиническим наблюдением, заявив, что «нет доказательств того, что этот препарат эффективен среди пациентов с лёгким заболеванием или в качестве профилактической меры, но он может причинить и вред»[24].

#### Подтверждение результатов по дексаметазону
Результаты первоначального открытия были воспроизведены в систематическом обзоре Рабочей группы по быстрой оценке данных для лечения COVID-19 Всемирной организации здравоохранения (REACT). 

### Гидроксихлорохин
По состоянию на 5 июня 2020 года в ходе исследования было установлено, что использование гидроксихлорохина не принесло клинической пользы пациентам, госпитализированным с COVID-19. У пациентов, получавших гидроксихлорохин, на 28 день наблюдалась смертность в 25,7% по сравнению со смертностью в 23,5% у пациентов, получавших стандартную медицинскую помощь. Исследование также показало, что лечение гидроксихлорохином коррелирует с более длительным пребыванием в больнице и переходом на инвазивную вентиляцию легких, но не коррелирует с сердечной аритмией. 
В исследовании использовались максимально безопасные дозы гидроксихлорохинина, обеспечивающие наибольшую пользу в случаях COVID-19, при которых была угроза жизни пациента. 
Результаты доступны в виде препринта на medRxiv. 

#### Ограничения результатов по гидроксихлорохину
В исследовании не рассматривалось использование препарата в качестве профилактики или для лечения пациентов с менее тяжелой формой инфекции SARS-CoV-2, которое проходило амбулаторно. Также не исследовалось применение гидроксихлорохина в комбинации с азитромицином, что предлагалось некоторыми наблюдательными исследованиями. 

### Комбинация лопинавира и ритонавира
29 июня 2020 года руководители исследования сообщили, что у 1596 человек, госпитализированных с тяжелой формой инфекциеи COVID-19, не было клинической пользы от использования комбинации лопинавира и ритонавира в течение 28 дней лечения. По состоянию на июль 2020 результаты не были опубликованы. 

### Тоцилизумаб
Согласно результатам исследования тоцилизумаб является эффективным лечением среди госпитализированных больных с гипоксией и свидетельством воспалительного процесса (уровень C-реактивного белка выше 75 мг на литр). Лечение улучшает показатели выживаемости, снижает шансы на выписку из больницы на 28 день, а также снижает шансы на прогрессирование заболевания до необходимости механической вентиляции лёгких. 

### Плазма выздоровевших
Переливание больным плазмы выздоровевших не оказывало какого-либо эффекта на клинические исходы у больных, в том числе не было статистически значимой разницы по сравнению с контрольной группой по показателю смертности на 28 день.